# Tuntutuliak (Alaska)
Tuntutuliak es un lugar designado por el censo ubicado en el Área censal de Bethel en el estado estadounidense de Alaska. En el Censo de 2010 tenía una población de 408 habitantes y una densidad poblacional de 1,36 personas por km².

## Geografía
Tuntutuliak se encuentra en las coordenadas 60°24′44″N 162°40′8″O / 60.41222, -162.66889. Según la Oficina del Censo de los Estados Unidos, Tuntutuliak tiene una superficie total de 300.93 km², de la cual 300.29 km² corresponden a tierra firme y (0.21%) 0.63 km² es agua.

## Demografía
Según el censo de 2010, había 408 personas residiendo en Tuntutuliak. La densidad de población era de 1,36 hab./km². De los 408 habitantes, Tuntutuliak estaba compuesto por el 2.94% blancos, el 0% eran afroamericanos, el 95.83% eran amerindios, el 0% eran asiáticos, el 0% eran isleños del Pacífico, el 0% eran de otras razas y el 1.23% pertenecían a dos o más razas. Del total de la población el 0% eran hispanos o latinos de cualquier raza.